# 테르모프로테우스목
테르모프로테우스목은 테르모프로테우스강의 한 목이다.